# Denham-Group-Nationalpark
Der Denham-Group-Nationalpark (englisch Denham Group National Park) ist ein 90,7 Hektar großer Nationalpark in Queensland, Australien. Er besteht aus insgesamt sieben Koralleninseln und liegt innerhalb des UNESCO-Weltnaturerbes Great Barrier Reef.

## Lage
Der Nationalpark befindet sich 700 Kilometer nördlich von Cairns an der Ostküste der Cape York Halbinsel im Korallenmeer. Die Inseln liegen 75 Kilometer südlich von Cape York, der nördlichen Spitze der Halbinsel, zwischen 12 und 25 Kilometern von der Küste entfernt.
In der näheren Umgebung im Korallenmeer liegen die Nationalparks Saunders Islands und Possession Island, auf dem Festland Jardine River.

## Landesnatur
Der Nationalpark besteht aus sieben Koralleninseln Aplin, Milman, Cholmondeley, Wallace, Sinclair und Cairncross Islet (englisch Islet bedeutet kleine Insel)  und Boydong Island. Die kleinsten sind nur wenige hundert Meter lang, die größte, Boydong Island, hat eine Länge von knapp einem Kilometer.

## Flora und Fauna
Vom Mensch fast unberührt, bieten die Inseln zahlreichen Pflanzen und Tieren sowohl Lebensraum als auch Brutplätze, darunter den gefährdeten Ruß-Austernfischer (Haematopus fuliginosus), Zwergseeschwalbe (Sternula albifrons), Isabellbrachvogel (Numenius  madagascariensis) und Rifftriel (Esacus giganteus).
Echten Karettschildkröte (Eretmochelys imbricata) und Suppenschildkröte (Chelonia mydas) legen ihre Eier auf den verschiedenen Inseln. Milan Island beherbergt die größte Brutkolonie des Great Barrier Reefs der als gefährdet eingestuften Echten Karettschildkröte.
Die Vegetation im Nationalpark variiert von Insel zu Insel, es gibt Grasflächen, kleine Flecken mit niedrig gewachsenen Wald, Mangroven und Buschwerk. Auf Wallace Island befindet sich ein kleiner Flecken mit Pisonia grandis eine besonders schützenswerte Pflanzenart aus der Familie der Wunderblumengewächse (Nyctaginaceae).
Die die Inseln umgebenden Riffe und ausgedehnten Seegraswiesen sind ein wichtiger Lebensraum für Delfine, Dugongs, Meeresschildkröten und Leistenkrokodile.
Um die Tiere auf den Inseln während der Brut nicht zu stören, sollte das Betreten der Inseln von 1. September bis zum 31. März vermieden werden. Das Betreten von Milman und Aplin Island ist ganzjährig untersagt. Außerdem ist Camping im gesamten Nationalpark nicht gestattet.